# Hermann Gustav Stolterfoht
Hermann Gustav Stolterfoht (* 14. Januar 1879 in Lübeck; † 27. März 1953 in Bad Gastein) war ein deutscher Kaufmann, britischer Vizekonsul und Abgeordneter der Lübecker Bürgerschaft.

## Leben
Hermann Gustav Stolterfoht entstammte einer alteingesessenen Lübecker Familie, die über Generationen Tuchgroßhandel betrieb; er war ein Sohn des Kaufmanns und Konsularagenten Frankreichs in Lübeck Carl Eduard Philipp Stolterfoht (1841–1913) und dessen (erster) Frau Charlotte, geb. Sievers. Seine Paten bei der Taufe durch Ludwig Trummer verdeutlichen die internationalen Beziehungen der Kaufmannsfamilie: Joachim Nicolas Stolterfoht in Liverpool und Gustaf Sievers in St. Petersburg. Hermann Gustav besuchte das Katharineum zu Lübeck. Seit dem 1. Juni 1899 war er im Familienunternehmen mit Sitz im Marienwerkhaus, Schüsselbuden 13 tätig. 1905 wurde er Inhaber der Firma, nunmehr im Neubau des Marienwerkhauses. 1930 konnte er das 175-jährige Bestehen der Firma J. N. Stolterfoht feiern, für das er Erwin Bossanyi die Festschrift und eine Jubiläumsfliese gestalten ließ.
Stolterfoht war vielfältig engagiert. Schon seit 1905 Mitglied der Gesellschaft zur Beförderung gemeinnütziger Tätigkeit, war er von 1909 bis 1915 Vorsteher der Völkerkundesammlung der Hansestadt Lübeck. Von 1945 bis zu seinem Tod 1953 gehörte er der Vorsteherschaft der Gesellschaft an, bis 1952 war er ihr stellvertretender Direktor.  Seit 1946 war er Vorsitzender der Vorsteherschaft der Sparkasse zu Lübeck. Im Nachkriegsdeutschland war er von 1945 bis 1948 auch Vorsitzender der Overbeck-Gesellschaft. Er hatte auch schon dem 1931 mit der Overbeck-Gesellschaft vereinigten Verein von Kunstfreunden als stellvertretender Vorsitzender und Kassenführer angehört und Carl Georg Heise bei der Anschaffung moderner Kunst für das Behnhaus unterstützt.
Stolterfoht war langjähriges Mitglied des Vereins für Lübeckische Geschichte und Altertumskunde und von 1922 bis 1931 als Kassenführer Mitglied des Vorstandes. In seinem Nachruf charakterisierte Ahasver von Brandt für den Verein  Stolterfohlt als einen vorbildlichen „Vertreter jener in Lübeck einst traditionellen und selbstverständlichen bürgerlichen Haltung, die eine erfolgreiche und weitblickende kaufmännische Tätigkeit mit einer ebenso segensreichen Wirksamkeit für das öffentliche Wohl und die geschichtlichen Werte der Vaterstadt zu verbinden wußte“.
Von 1924 bis 1932 war er Abgeordneter der Bürgerschaft der Freien und Hansestadt Lübeck, die bis 1937 den Rang eines Landesparlamentes hatte. Von 1924 bis 1926 gehörte er dabei der bürgerlichen Wirtschaftsgemeinschaft (WiG) an, 1926 bis 1929 sowie 1929 bis 1932 dem Hanseatischen Volksbund (HVB). Gleichzeitig gehörte er von 1925 bis 1933 der Kirchenleitung (Kirchenrat) der Evangelisch-Lutherischen Kirche in Lübeck an. Stolterfoht wohnte in St. Jürgen (erst in der Wakenitzstraße, dann in der Strohkatenstraße), gehörte aber der Gemeinde von St. Marien an, wo er im Kirchenvorstand und nach dem Zweiten Weltkrieg im St.-Marien-Bauverein aktiv war.
Von 1929 bis zum Ausbruch des Zweiten Weltkriegs 1939 war er Vizekonsul Großbritanniens für den Amtsbereich Lübeck. Obwohl Stolterfoht 1939 in Lübeck blieb, wurde sein Name vom Reichssicherheitshauptamt auf die Sonderfahndungsliste G.B. gesetzt, ein Verzeichnis von Personen, die im Falle einer erfolgreichen deutschen Invasion Großbritanniens durch die Sonderkommandos der SS-Einsatzgruppen mit besonderer Priorität ausfindig gemacht und verhaftet werden sollten.
Stolterfoht war seit 1913 verheiratet mit der aus Hamburg stammenden Adele Anna Elisabeth, geb. Atmer (1892–1965), einer Schwester von Hans Atmer. Zwei Söhne des Paares fielen im Zweiten Weltkrieg. Hermann Gustav Stolterfoht starb bei einem Kuraufenthalt in Bad Gastein und wurde im Familiengrab auf dem Lübecker Burgtorfriedhof beigesetzt.

## Ehrungen
1950 erhielt Stolterfoht die von der Gesellschaft zur Beförderung gemeinnütziger Tätigkeit aus Anlass des 150-jährigen Bestehens der Museen in Lübeck gestiftete Carl-Julius-Milde-Medaille, die einmalig an um die Museen verdiente Mitglieder der Gesellschaft verliehen wurde. Neben Stolterfoht waren dies Ludwig Benick, Carl Georg Heise, Johannes Klöcking, Karl Petersen, Ernst Petrick, Hans Saager, Ernst Schermer, Karl Strunck und Erna Suadicani.

## Werke
- Über die ältesten Geschäftsbücher der Firma J. N. Stolterfoht. In: Zeitschrift des Vereins für Lübeckische Geschichte und Altertumskunde. Bd. 16 (1914), S. 95–110.
- Nachrichten über die Familie Stolterfoht (Stolterfoth). Schmidt, Lübeck 1920. Siehe https://slaegtsbibliotek.dk/928466.pdf
- Aus alten Familienpapieren. In: Lübeckische Blätter. Bd. 70 (1928), S. 509–515.
- Festschrift anläßlich des 175jährigen Bestehens der Firma J. N. Stolterfoht. Rahtgens, Lübeck 1930.